# Integrina alfa-1
La integrina alfa-1, integrina α-1, CD49 o VLA-1 és una proteïna transmembrana que pertany a la família de les integrines. Aquesta família de proteïnes està conformada per dos tipus de subunitats: les alfa (α) i les beta (β). Així doncs, la integrina alfa-1 és una de les subunitats alfa que configuren l'estructura de les integrines.
Quan aquesta subunitat s'heterodimeritza amb la subunitat beta-1, és a dir, quan s'uneixen ambdues subunitats, la proteïna actua i fa la seva funció a la cèl·lula. Les integrines actuen com a receptors i la seva funció principal és l'adhesió entre la cèl·lula que les conté i els teixits que les envolten. La integrina alfa-1-beta-1 és una de les quatre integrines d'unió al col·lagen en humans.

## Estructura
L'estructura primària de la integrina alfa-1 té un pes atòmic de 130.848 Daltons i consta de 1179 aminoàcids, els primers 28 de la qual formen un pèptid senyal. Malgrat conèixer l'estructura primària, a causa que no s'ha cristal·litzat encara la proteïna sencera, no es coneix completament com és l'estructura secundària i terciària de la mateixa. Actualment se sap que un total de 106 aminoàcids adopten forma d'hèlix alfa i 50 de làmina beta. També s'ha comprovat experimentalment que un total de 26 residus són glicosilats i que l'estructura terciària de la proteïna conté 7 ponts de disulfur.

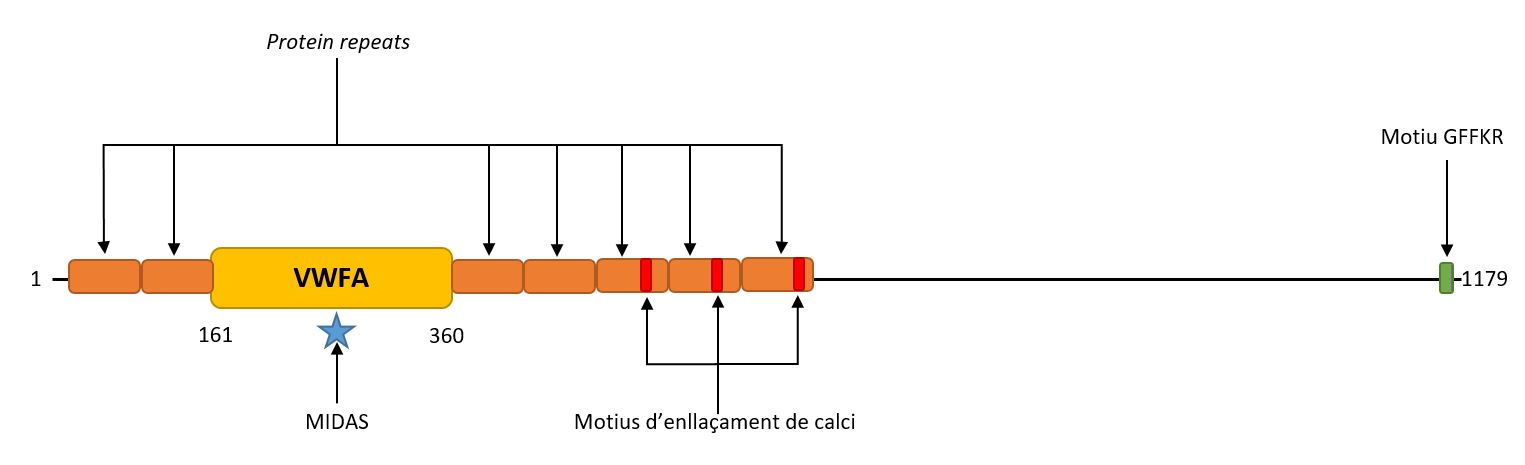
Representació de dominis i motius a l'estructura primària

La integrina alfa-1, en tractar-se d'un receptor, es troba a la membrana cel·lular, per la qual cosa es tracta d'una proteïna transmembranal. Podem diferenciar-ne tres parts: la citosòlica, la transmembranal i la extracel·lular. La part extracel·lular és la que conté els aminoàcids glicosilats i és la més gran amb diferència comparada amb les dues altres parts, ja que consta de 1113 aminoàcids mentre que la part transmembranal consta de 23 i la part citosòlica de 15. Els aminoàcids de la part transmembranal formen una hèlix alfa i es caracteritzen per la seva hidrofobicitat, aspecte necessari per poder travessar la membrana. Per això mateix en aquesta part abunden les leucines.
Més enllà de les tres parts, a la proteïna podem distingir:
- Dominis:

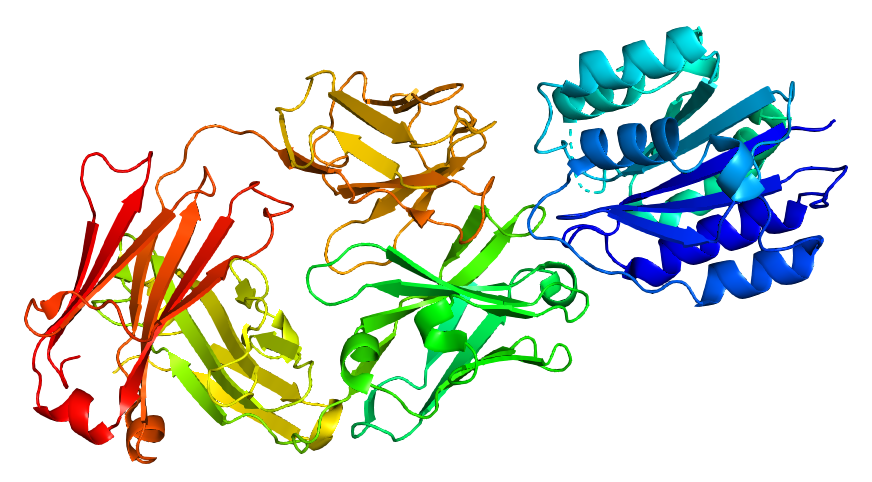
Cristral·lització del domini VWFA d'integrina alfa-1 processada manualment mitjançant el software de modelatge 3D PyMOL partir de dades del PDB

-Von Willebrand factor type A (VWFA): Aquest domini, que es troba a diverses subunitats alfa, està format aproximadament per 200 aminoàcids, com és el cas de la integrina alfa-1. Generalment quan el VWFA es localitza a les integrines és anomenat: Integrin I-domain. Pot tenir diferents funcions, però en el cas de la VLA-1, més concretament del complex α-1-β-1, té una funció de receptor de col·lagen i laminina. L'activitat d'aquest domini és mitjançada per un motiu anomenat MIDAS.
-Protein repeats: Els protein repeats són, com es pot deduir pel seu nom, seqüències d'aminoàcids amb una estructura secundària molt semblant que es repeteixen en una mateixa proteïna. Aquestes repeticions donen lloc a estructures tridimensionals que aporten una funció a la proteïna. La subunitat alfa-1 conté 7 repeticions d'aproximadament 60 aminoàcids que formen una estructura anomenada beta-propeller domain. Cadascuna d'aquestes repeticions conté 4 fulls beta antiparal·lels. El conjunt de les 7 repeticions dona lloc al domini esmentat que té una forma toral. La importància d'aquesta estructura roman en la presència dels motius d'enllaçament de calci.
- Motius:

Els motius són seqüències d'aminoàcids curtes que poden tenir diverses funcions depenent de la proteïna en la qual es trobin i de la part de la mateixa en què estiguin localitzats.
-GFFKR: Aquest motiu es troba a la part citoplasmàtica de la VLA-1 i està formada per només 5 aminoàcids. Té una funció estructural, ja que s'encarrega d'estabilitzar tant la subunitat alfa com la beta del heterodímer α-1-β-1 mantenint-les més properes l'una de l'altre. Aquesta estabilitat manté el domini d'unió amb el lligand, que es troba a la part extracel·lular, de forma inactiva. Perquè aquest domini s'activi cal que una proteïna anomenada RAPL enllaci una petita GTPasa anomenada Rap1 als residus de lisina propers al motiu GFFKR. Quan la Rap1 s'ha enllaçat, les subunitats se separen lleugerament provocant un canvi en la conformació del domini esmentat anteriorment i activant-lo així.
-Metal ion dependent adhesion site (MIDAS): El motiu MIDAS està localitzat al domini VWFA i com el seu nom indica és un motiu depenent de l'adhesió d'ions, més concretament de cations divalents. La presència d'aquests cations com el Ca2+ o el Mg2+ és essencial perquè la integrina dugui a terme la seva funció, ja que no només aporten estabilitat, sinó que poden reprimir o afavorir la unió entre la integrina i el seu lligand. Si la integrina no conté algun d'aquests cations, la unió integrina-lligand no es pot produir.
-Motius d'enllaçament de calci: Aquestes regions estan situades a la cara inferior del beta-propeller. Pel que fa a la integrina alfa-1 conté un total de tres, tots ells formats per 9 aminoàcids. Com el seu nom indica, la seva funció és l'enllaçament amb el calci, i s'ha vist que aquesta unió és essencial tant per la biogènesi de les integrines com pel reconeixement d'aquestes amb els seus lligands correspontents.

## Localització
La integrina α1 en l'espècie humana està altament expressada en diverses àrees de l'estroma. La podem trobar en els fibroblasts, en les cèl·lules endotelials i en les cèl·lules del múscul llis.
Al tub digestiu, la CD49 està present en les cèl·lules de miofibroblasts que envolten les criptes del còlon i la mucosa de l'intestí prim. També està present en les cèl·lules epitelials de l'endometri, ronyó i intestí. En aquest últim, la integrina alfa-1 és present només en cèl·lules de cripta en proliferació, mentre que la beta-1 s'expressa en totes les cèl·lules intestinals.
De manera més específica, aquest tipus d'integrina es troba també en :

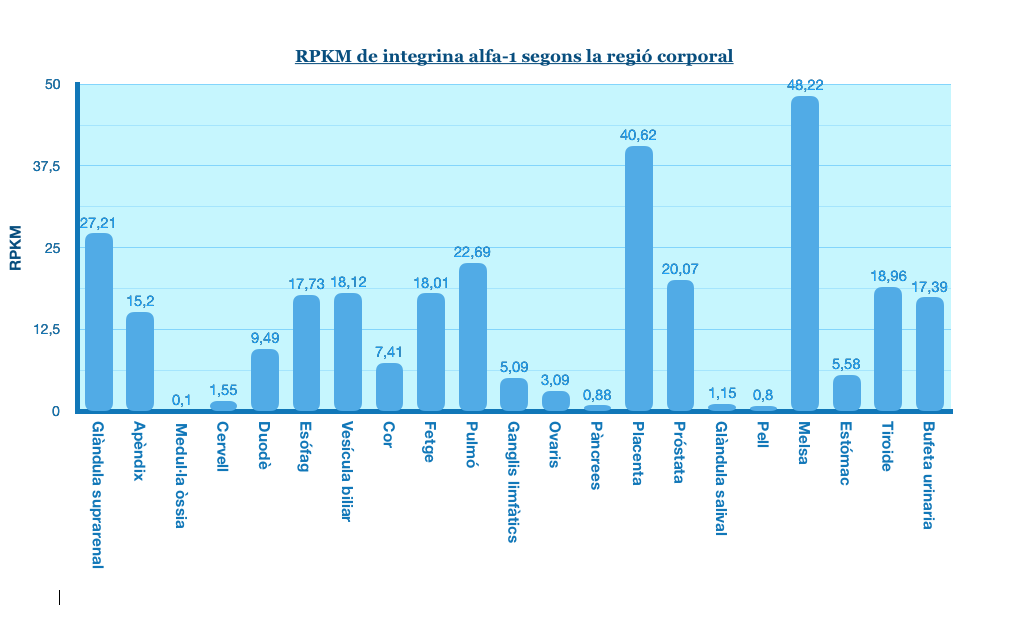
Mitjana de RPKM en integrina alfa-1 segons regió corporal.

- Glàndules suprarenals
- Apèndix
- Medul·la òssia
- Cervell
- Duodè
- Esòfag
- Vesícula biliar
- Cor
- Fetge
- Pulmó
- Ganglis limfàtics
- Ovaris
- Pàncrees
- Placenta
- Pròstata
- Glàndula salival
- Pell
- Melsa
- Estómac
- Tiroide
- Bufeta urinària

## Funcions
Les integrines són glicoproteïnes de la superfície cel·lular que serveixen com a receptors per la matriu extracel·lular. Aquestes estàn formades per molts subtipus, tots disposats com heterodímers. Quan es produeix l'adhesió cel·lular per les integrines, aquestes regulen multitud de respostes cel·lulars, incloent-hi la proliferació, la supervivència i la comunicació creuada entre diferents vies de senyalització cel·lular. També tenen la capacitat per unir-se a més d'un lligand i poden intervenir en la migració i la diferenciació de les cèl·lules epitelials.
La integrina alfa-1 té diverses funcions moleculars, entre les quals destaquen l'enllaç amb col·lagen, la unió amb ions metàl·lics, la unió a proteïnes i l'actuació com a receptor en general.
Un dels subtipus de les integrines trobades en vertebrats és la integrina alfa-1-beta-1. En efecte, per tal que la integrina alfa-1 pugui realitzar les seves funcions és necessari que s'uneixi amb la beta-1 (també anomenada integrina β1, CD29, o VLA-4) de manera que es forma un heterodímer.
El complex alfa-1-beta-1 destaca per ser el principal receptor cel·lular pel col·lagen i laminina. Presenta una gran afinitat pel col·lagen de tipus IV de la lamina basal i una menor afinitat pel col·lagen de tipus I. Aquest subtipus d'integrina, reconeix la seqüència G-F-P-G-E-R dins de l'estructura terciària del col·lagen IV, que, un cop reconeguda, farà possible l'ancoratge entre la integrina i el col·lagen. Aquesta unió permet realitzar, per exemple, la regulació de la proliferació dels fibroblasts, que sintetitzen col·lagen i glicosaminoglicans i proliferen a fi de poder cicatritzar ferides, i la proliferació de les cèl·lules mare mesenquimàtiques, que són cèl·lules pluripotents i indiferenciades que es troben majoritàriament a la medul·la òssia.
També augmenta l'expressió de la caveolina-1, redueix la producció d'espècies d'oxigen reactiu, regula l'expressió de col·lagen, així com l'activitat de MMP col·lagenasa i gelatinasa i intervé en el trastorn de la membrana basal renal (alteració col·lagen tipus IV).
La CD49 pot funcionar també com a regulador negatiu de la senyalització del receptor del factor de creixement epidèrmic (EGFR) a través de l'activació de la proteïna tirosina fosfatasa (PTP). La cua citoplasmàtica de la integrina α-1 interactua de manera selectiva amb una proteïna tirosina fosfatasa proteïna tirosina fosfatasa de cèl·lules T expressades (TCPTP) i l'activa després de l'adhesió cel·lular al col·lagen. L'activació resulta d'una reducció de la fosforilació del EGFR després de l'estimulació amb el lligam EGF. Ho fa inhibint l'activació de la fosfatasa I, atès que el EGF indueix la mitosi, la proliferació cel·lular decreix amb la presència d'integrina alfa-1-beta-1 a la cèl·lula.

## Recerca de la relació amb patologies
Atès que la integrina alfa-1 es troba repartida per la major part de l'organisme, les patologies a les quals està associada són de naturalesa molt diferent.
- Infart miocardíac: estudis han demostrat que, donada la seva funció d'ancoratge de la superfície dels miòcits a la matriu extracel·lular, justament després d'un infart de miocardi, la integrina alfa-1 té un paper important en la reconstrucció de les estructures danyades i la recuperació de la força mecànica en la zona afectada.[24]

- Artrosi: s'ha descobert que, en disminuir els nivells de CD49 als condròcits, que mantenen la matriu extracel·lular cartilaginosa, té lloc una prematura desregulació dels sistemes homeostàtics del teixit cartilaginós. Concretament, les conseqüències d'aquesta desregulació s'observà que són la degradació del cartílag, la reducció de glicosaminoglicans, la hiperplasia sinovial i, també, l'increment de l'apoptosi de condròcits. Tots els factors esmentats plegats incrementen la probabilitat de patir artrosi.[25]

- Malalties renals: la VLA-1 dona lloc a l'acumulació de monòcits, procés que suposa un problema en el pronòstic de malalties renals, ja que dificulta la curació. Segons recerques, l'esmentada acumulació de monòcits provoca la concentració massiva de macròfags i miofibroblasts en l'interstici dels túbuls renals. El problema és especialment notori a les patologies vinculades a la inflamació i la fibrosi. En conseqüència, en aquests casos concrets, es proposa reduir els nivells d'integrina alfa-1 mitjançant anticossos anti-integrina alfa-1.[26]

- Trastorn per dèficit d'atenció amb o sense hiperactivitat (TDAH): pel que fa als polimorfismes de nucleòtids simples (SNP), és a dir, la variació d'un únic nucleòtid al codi d'ADN, els que afecten al gen ITGA1 s'han correlacionat amb l'aparició de TDAH en la població xinesa Han. Atès que ITGA1 codifica la integrina alfa-1, diversos investigadors suggereixen que alteracions d'integrina alfa-1 s'associen al TDAH, com a mínim en les persones d'ètnia Han. Extrapolar aquesta conclusió a escala mundial és el proper objectiu.[27]

## Recerca de la relació amb processos biològics no patològics
La recerca biomèdica de la VLA-1, a causa de la seva ubiqüitat, es desenvolupa, d'igual manera que les investigacions de la seva interacció amb patologies, des de perspectives diverses, descobrint-se contínuament processos amb múltiples estructures orgàniques en què intervé. En aquest apartat, doncs, es desenvolupen conceptes no tan principals com a les funcions pròpiament dites de la CD49. En referència als projectes de recerca de VLA-1 no directament vinculats amb malalties, destaquen els següents.
- Entre totes les possibles unions de la integrina alfa-1-beta-1 amb col·lagen de la matriu extracel·lular, la que estableix amb el col·lagen tipus 4, el qual es troba principalment en la làmina basal, s'ha observat experimentalment que regula l'angiogènesi. En concret, l'angiogènesi per hipòxia, que és la formació de nous vasos sanguinis per tal d'aportar majors quantitats d'oxigen a teixits que en reben baixes quantitats, es veu inhibida a causa d'aquesta unió. Així doncs, l'arribada tant d'oxigen com la de nutrients (per efecte col·lateral) és deficient en les zones que pateixen el procés en qüestió.[28]

- Se sap que seguir una dieta rica en greixos incrementa la resistència a la insulina. Tanmateix, s'ha estudiat que, amb determinades concentracions cel·lulars d'integrina alfa-1, s'estimula la l'acció de la insulina, malgrat se n'hagi desenvolupat resistència. No obstant això, l'estimulació només ha estat provada en hepatòcits. No s'han publicat línies d'investigació sobre altres llinatges cel·lulars de moment.[29]

- En els limfòcits citotòxics Natural Killer, s'han pogut correlacionar els nivells d'integrina alfa-1 amb la seva capacitat defensiva. D'una banda, alts nivells de VLA-1 es vinculen amb major producció de citocines proinflamatories. Però, d'altra banda, la desgranulació, que és l'alliberament de molècules antimicrobianes per vesícules de secreció, es veu afectada negativament.[30]

- Alguns autors han observat que la unió entre la integrina alfa-1-beta-1 i el receptor de proteïna morfogènica òssia 1A (BMPR1A) competeix amb la de la proteïna morfogènica òssia 2 (BMP-2) i BMPR1A. Com que la BMP actua com a factor de creixement d'òs, cartílag i texit conjuntiu; la quantitat d'integrina alfa-1-beta-2, s'associa amb menor creixement d'aquests teixits.[31]

- La regulació de la serina/treonina quinasa Ndr2 del tràfic d'integrina alfa-1 i de l'activació d'integrina beta-1 també ha sigut tema d'estudi biològic. Malgrat que la funció principal de la quinasa en qüestió és fosforilar els aminoàcids serina i treonina, la regulació de les dues integrines determina, a més, la velocitat de les neurites, ja que aquest creixement depèn de la unió entre neurona i matriu extracel·lular. La mecanística explicada té un paper en el creixement del soma de les neurones que s'estan desenvolupant, sent el tràfic de la integrina alfa-1 un condicionant indirecte.[32]

- Es va dur a terme un experiment per tal de demostrar fins a quin grau la integrina alfa-1 és important respecte a la proliferació de cèl·lules mare mesenquimàtiques (MSC) i la necessitat d'una bona interacció entre el col·lagen i la integrina. Aquesta investigació consistia a estudiar i comparar la regeneració d'un os fracturat de ratolins alfa1-KO, és a dir, que han estat modificats genèticament amb l'objectiu que tinguin un dèficit d'integrina alfa-1, amb la dels ratolins naturals, sense modificació (wild-type mice). Els primers van desenvolupar menys teixit de call (teixit que cobreix una ferida) que els segons i, a més a més, també es va detectar que la formació de cartílag era defectuosa. Gràcies a l'estudi posterior dels ARNm dels gens de les cèl·lules del call relacionats amb el cartílag, incloent-hi el col·lagen, es va observar que la quantitat que hi havia d'aquests als ratolins naturals era superior a la que hi havia als KO. Tots dos tipus de ratolins tenien el mateix nombre de MSC però la proliferació d'aquests en els alfa1-KO era més lenta.[33]